# Watertoren (Brussel 1879)
De watertoren aan de Belle Alliancelaan in Brussel werd gebouwd in 1879. Thans doet het gebouw dienst als kantoorruimte. De watertoren maakt deel uit van een geheel van twee watertorens. De andere werd gebouwd in 1890.

## Beschrijving
De bakstenen toren, gebouwd in eclectische stijl, is vijftien meter hoog en bestaat uit drie bouwlagen. De eerste twee bouwlagen zijn rond van vorm, de derde is polygonaal. De eerste bouwlaag, rustend op een sokkel van breuksteen helt enigszins naar binnen. De eerste verdieping is bekroond met een tentdak. De bovenste bouwlaag (waar zich de ijzeren kuip met platte bodem van 600 m³ bevond) is gescheiden van de voet middels een boogfries en voorzien van oculi. In de gevel zijn hardstenen elementen verwerkt. Bij de omvorming tot kantoorruimte werd de toren voorzien van langwerpige vensters.